# Scoparia ambigualis
Scoparia ambigualis es una especie de polillas perteneciente a la familia Crambidae descrita por Georg Friedrich Treitschke en 1829.
Se encuentra en Europa y Asia Menor y posiblemente en Guangdong y Shanxi en China.
La envergadura es de 15-22 mm. Las alas anteriores son blanquecinas, más o menos salpicadas de gris y negro; una marca negra ocre-mixta desde la base de la costa; líneas blanquecinas, con bordes oscuros, la primera irregular, la segunda angulada por encima de la mitad; orbicular alargado, pardusco, con bordes más o menos negros, que descansa sobre la primera línea; punto claviforme, negro, rara vez alargado para tocar la primera línea; mancha discal en forma de 8, con bordes incompletamente negros, mitad superior y a veces inferior de color ocre grisáceo pálido o pardusco; área terminal oscura, línea subterminal nublada, blanquecina; una serie terminal de marcas negruzcas. Las alas posteriores son prismáticas de color gris blanquecino, teñidas de gris en los extremos.
La polilla vuela de mayo a septiembre dependiendo de la ubicación.
Las larvas se alimentan de valeriana y probablemente también de varios musgos.